# Gwiazdozbiór Rufy
Rufa (łac. Puppis, dop. Puppis, skrót Pup) – duży, 20. co do wielkości gwiazdozbiór nieba południowego. Gwiazdozbiór jest prawie niewidoczny w szerokości geograficznej Polski. Jedynie jego północną część można obserwować w miesiącach zimowych nisko nad południowym horyzontem. Rufa jest bogatą w gwiazdy konstelacją, przecinającą Drogę Mleczną. Liczba gwiazd dostrzegalnych nieuzbrojonym okiem: około 140.
Gwiazdozbiór ten nie był znany w starożytności – jego gwiazdy stanowiły część gwiazdozbioru Argo (Okręt Argonautów). Rufę, a także gwiazdozbiory Żagla, Kompasu oraz Kila wyodrębnił z Argo dopiero francuski astronom, kartograf i opat Nicolas-Louis de Lacaille w 1762 roku. Rufa jest największym z tych czterech gwiazdozbiorów. Gwiazdy zachowały pierwotne oznaczenia Bayera, dlatego w Rufie oznaczenia zaczynają się od gwiazdy Zeta (ζ) Puppis, zwanej też Naosem.

## Mity i legendy
W mitologii greckiej Okręt Argonautów prowadziło 52 śmiałków. Celem tej wyprawy było złote runo, skóra skrzydlatego złotego barana. Statek został zbudowany przez Argosa (stąd nazwa), przy pomocy Ateny. Wyprawa zakończyła się sukcesem. Po wielu przygodach i perypetiach statek został przez Jazona wyciągnięty na ląd Przesmyku Korynckiego. Tam został poświęcony Posejdonowi jako wotum. Tradycyjnie uważa się, że po śmierci Jazona bóg morza umieścił Okręt Argonautów na niebie na pamiątkę jego licznych przygód.

## Gwiazdy Rufy
Cztery najjaśniejsze gwiazdy w polu tej konstelacji mają jasność w przedziale 2,2 – 3m i są to kolejno: ζ, π, ρ i τ Pup.
- Najjaśniejsza gwiazda Rufy to Naos (Naos – gr. statek). Ta gwiazda drugiej wielkości jest jednym z najjaśniejszych na niebie nadolbrzymów typu O. Położona w odległości około 1400 lat świetlnych od nas. Masa wynosi około 60 mas Słońca. Z powodu wysokiej temperatury powierzchni większość energii emituje w ultrafiolecie. Jest ponad 750 tys. razy jaśniejsza od Słońca. Gdyby ludzie widzieli ultrafiolet, gwiazda byłaby porównywalna z Jowiszem[1].
- Ksi (ξ) Puppis (Azmidi) to żółty nadolbrzym trzeciej wielkości, mający towarzysza, żółtą gwiazdę piątej wielkości, widocznego przez lornetkę. Gwiazdy leżą dość daleko od siebie i nie są ze sobą związane. Nadolbrzym położony jest w odległości 1350, a jego towarzysz 321 lat świetlnych od nas[4].
- k Puppis to para prawie identycznych gwiazd piątej wielkości, dających się rozdzielić małym teleskopem.
- Pi Puppis pomarańczowy nadolbrzym o wielkości gwiazdowej 2,7m znajdujący się w odległości 1100 lat świetlnych[4].
- L Puppis jest szeroką gwiazdą podwójną widoczną gołym okiem. Jej składnik L² Puppis to czerwony olbrzym zmieniający jasność co pięć miesięcy, między 3,0 a 6,0m.

## Interesujące obiekty
Przez Rufę przechodzi pas Drogi Mlecznej, więc jest tam dużo gromad otwartych i mgławic.
- Messier 46 (NGC 2437) i Messier 47 (NGC 2422) to para gromad otwartych, tworzących jasną plamę na Drodze Mlecznej. Ich rozmiar zbliżony jest do średnicy Księżyca w pełni. Odległe są od siebie o zaledwie 1°, więc można je objąć w jednym polu widzenia. M46 ma więcej gwiazd, a M47 leży trzy razy bliżej, w odległości około 1600 lat świetlnych.
  - M47 składa się z kilkudziesięciu gwiazd o jasności 4,4m. To luźne skupisko odkrył włoski astronom Giovanni Batista Hodierna, a ponad sto lat później Messier włączył ją do swojego katalogu pod numerem 47. Astronom popełnił jednak błąd w obliczeniach, który odkryty został dopiero w 1959 roku. Gromada zajmuje około 12 lat świetlnych. Gwiazdy obserwowane w M47 przypominają gromadę Plejad w Byku[3].
  - Do M46 należy około 500 gwiazd, jednak ze względu na odległość 5,5 tysiąca lat świetlnych jej jasność to zaledwie około 6m. W jej północnej części znajduje się mgławica planetarna dziesiątej wielkości NGC 2438. Położona jest około 3 tysiące lat świetlnych od Słońca[3].
- Gromada Messier 93 znajduje się w odległości 3500 lat świetlnych. Została odkryta przez samego Messiera w roku 1781. Jest to grupa około 100 młodych gwiazd w wieku około 100 milionów lat. Ich układ niektórym obserwatorom przypomina motyla lub rozgwiazdę[3].
- NGC 2477 to gromada otwarta, która oglądana przez lornetkę przypomina luźną gromadę kulistą z ramionami[4]. Ze względu na niską deklinację, aby ją dostrzec, trzeba wybrać się nad Morze Śródziemne. Jest to jedna z najbogatszych w gwiazdy gromad otwartych, gdyż zawiera około 2000 obiektów. Leży w odległości 4000 lat świetlnych[3].
- NGC 2451 duża i jasna gromada otwarta jest bardziej rozproszona. Składa się z 40 gwiazd skupionych wokół centralnie położonego pomarańczowego olbrzyma czwartej wielkości gwiazdowej – c Puppis. Znajduje się w odległości około 1050 lat świetlnych, widoczna przez lornetkę[2][4].
- W Rufie widać jeszcze kilkanaście gromad otwartych dostrzegalnych przy użyciu teleskopów średnich rozmiarów[3].

W konstelacji odkryto kilka egzoplanet, w większości gazowych olbrzymów.

## Rój meteorów
Z obszaru gwiazdozbioru promieniuje rój meteorów zwany Pi Puppidami, związanych z rozpadem krótkookresowej komety 26P/Grigg-Skjellerup. W związku z tym, że aktywność roju przypada na drugą połowę kwietnia, jest on słabo widoczny z Polski.